# Sascha Konietzko
Sascha Konietzko, född den 21 juni 1961 i Hamburg, är en tysk musiker och en av medlemmarna industrial-bandet KMFDM. Han bildade gruppen tillsammans med Udo Sturm 1984. Han är den enda medlemmen i KMFDM som medverkar på alla deras skivor. Han lämnade Hamburg och flyttade till Chicago 1990 men hamnade senare i Seattle 1995. I några av sångtexterna brukar Konietzko, på ett skämtsamt sätt, hänvisa till sig själv som industrial-musikens fader och har, av okänd anledning, helt nyligen börjat kalla sig själv Käpt'n K.